# Porphyrinia quinquelinealis
Porphyrinia quinquelinealis är en fjärilsart som beskrevs av Moore 1877. Porphyrinia quinquelinealis ingår i släktet Porphyrinia och familjen nattflyn. Inga underarter finns listade i Catalogue of Life.